# Собор Марии Магдалины (Солт-Лейк-Сити)

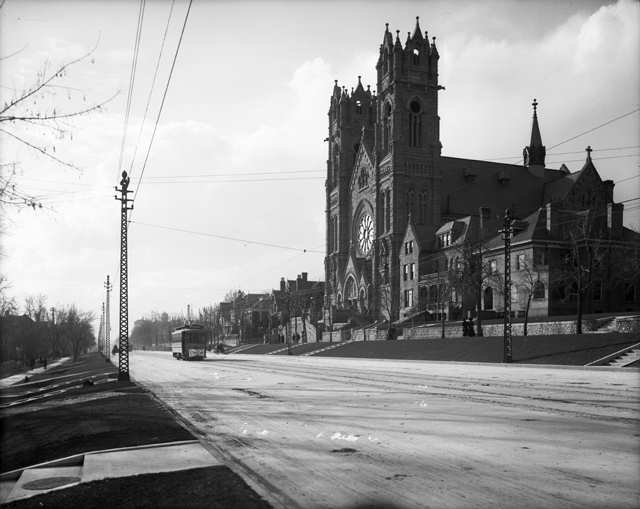
Собор Святой Марии Магдалины в 1908 году.

Собор Марии Магдалины (англ. Cathedral of the Madeleine) — католический храм в городе Солт-Лейк-Сити (штат Юта, США), кафедральный собор епархии Солт-Лейк-Сити. Собор внесена в Национальный реестр исторических мест США.

## История
Строительство церкви во имя святой Марии Магдалины в Солт-Лейк-Сити инициировал первый католический епископ епархии Солт-Лейк-Сити Лоуренс Сканлан. В начале XX века католическая община Солт-Лейк-Сити значительно возросла и возникла необходимость более вместительного храма. Строительство началось в 1900 году и закончилось освящением в 1909 году при участии кардинала архиепископа Балтимора Джеймса Гиббонса.

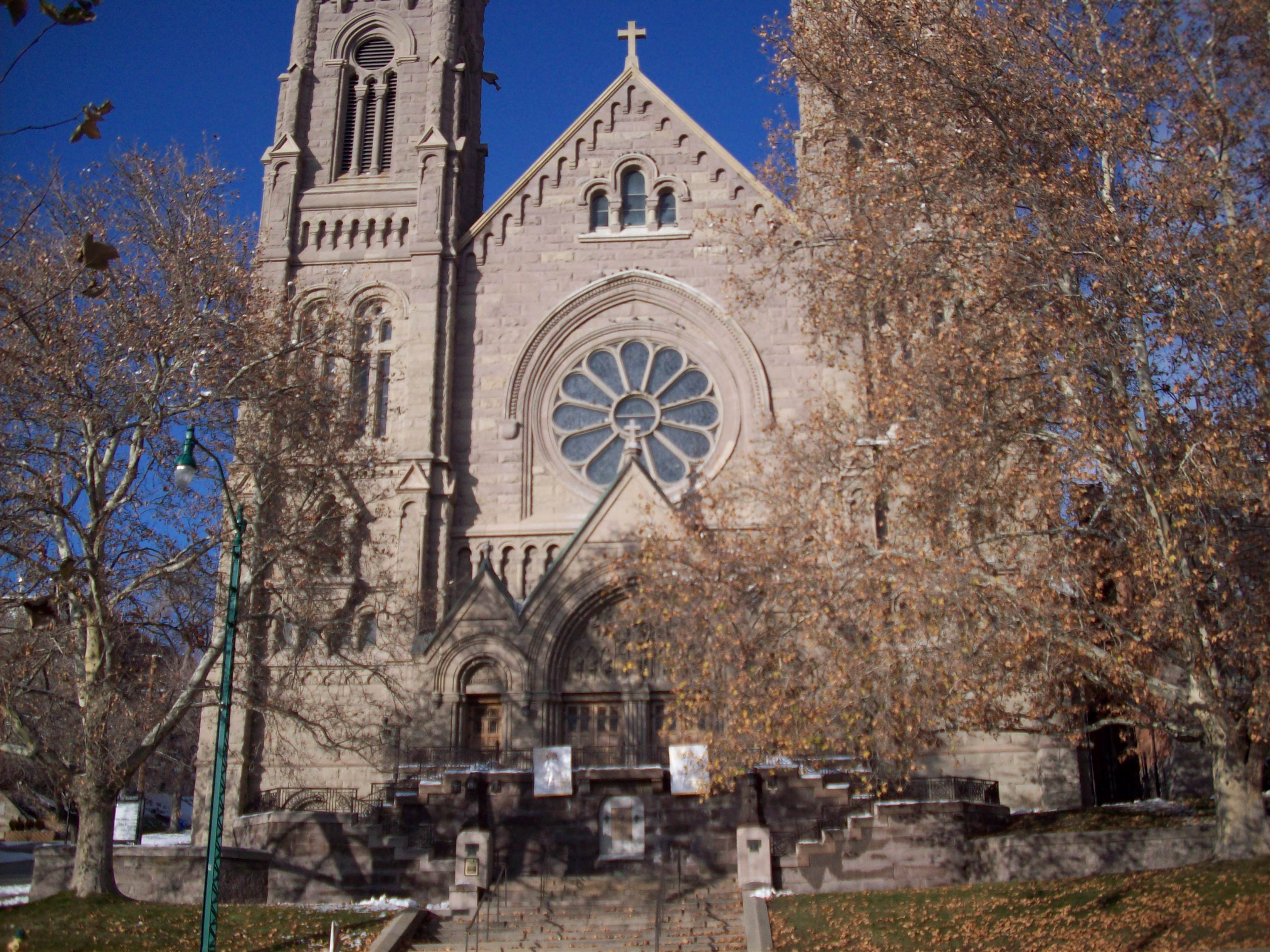
Собор Святой Марии Магдалины (Солт-Лейк-Сити, США).

## Архитектура
Церковь полностью построена из песчаника с элементами неороманского и неоготического стилей. Храм имеет три нефа и две боковые часовни, которые были закончены в 1918 году. Фрески, украшающие внутреннее убранство храма, украшены средневековыми испанскими мотивами и византийскими орнаментами. На восточных стенах фрески изображают святых Жанна д’Арк, Иоанн Креститель и Викентий де Поль. Западные стены украшены фресками с персонажами Ветхого Завета. Трансепт украшен сценой, где Мария Магдалина омывает своими волосами ноги Иисуса Христа. Апсиды украшены сценами Благовещения, Рождества.
Фасад храма состоит из трёх порталов. Главный фасад окружён скульптурами горгулий, которые имеют только декоративную функцию и не предназначены для слива воды.
Башня имеет четыре колокола, которые имеют имена Мария, Иосиф, Цецилия и Михаил.
В соборе находится новый орган с 4066 трубами, установленный в 1992 году.
В 1970 году производился ремонт, связанный с изменением литургической практики, которая была принята Вторым Ватиканским собором. Был перестроен алтарь, передвинуты дарохранительница и кафедра епископа.